# Jane Freilicher
Jane Freilicher (* 29. November 1924 in Brooklyn; † 9. Dezember 2014 in Manhattan) war eine amerikanische Malerin. Sie war eine der wenigen weiblichen Mitglieder der New York Art School-Bewegung. Sie ist vor allem für ihre Stillleben und Landschaften bekannt, aber auch für ihre Darstellung von Stadtlandschaften. Ihr Werk war sowohl traditionell als auch eine Abkehr vom vorherrschenden ungegenständlichen Stil der Abstrakten Expressionisten.

## Leben und Werk
Freilicher war die Tochter von Martin und Bertha Niederhoffer. Ihre Mutter war eine Amateurpianistin, die vor ihrer Heirat in Stummfilmkinos spielte. Ihr Vater war ein osteuropäischer Einwanderer und Gerichtsübersetzer für spanische und jiddische Sprache. Während der Great Depression zog sie mit ihrer Familie nach Brighton Beach, Brooklyn, wo sie viele Jahre lebte.

## Studium und Kunstausbildung
Nach ihrem High-School-Abschluss als Jahrgangsbeste 1941 meldete sie sich am Brooklyn College an. Sie heiratete 1941 den Jazzmusiker Jack Freilicher und lebte mit ihm in der Nähe von West Point (New York), wo er in der West Point Army Band spielte. Als ihr Ehemann 1943 aus der Armee entlassen wurde, zogen sie zurück nach Brooklyn. Durch ihren Ehemann lernte sie die Malerin Nell Blaine und den Maler und Jazzmusiker Larry Rivers kennen, mit dem sie später eine romantische Beziehung hatte. Sie nahm ihre Kurse am Brooklyn College wieder auf, wo sie Kunst als Hauptfach und Kurse in französischer Literatur und Poesie belegte.
1946 wurde ihre Ehe annulliert und 1947 erwarb sie ihren Bachelor of Arts-Abschluss. Sie erhielt 1948 einen Master-Abschluss am Teacher’s College der Columbia University, wo der Kunsthistoriker Meyer Schapiro einer ihrer Lehrer war. Auf Blaines Vorschlag studierten sie und Rivers bei Hans Hoffmann in New York und Provincetown. Zu ihren Mitstudenten gehörten Paul Georges, Robert Goodnough, Wolf Kahn, Paul Resika und Richard Stankiewicz.

## New York School und eigener Malstil
Auf Drängen von Rivers und Blaine zog sie von Brooklyn nach Manhattan. Dort klopfte 1949 der neu in der Stadt angekommene Dichter John Ashbery an Freilichers Tür. Er holte sich einen Schlüssel für die Wohnung seines Studienfreundes und Dichterkollegen Kenneth Koch, der eine Etage unter Freilicher wohnte. Freilicher lud Ashbery auf einen Kaffee ein und aus dieser Begegnung entwickelte sich auf kreativer und emotionaler Ebene eine lebenslange Freundschaft.
Freilicher nahm Ashberry mit zu Rudy Burckhardts Dreharbeiten zu seinem Kurzfilm Mounting Tension(1950), in dem sie und Ashbery zusammen mit Rivers und Ann Aikman die Hauptrollen spielten. Freilicher spielte auch in Burckhardts The Automotive Story (1954) mit.
Freilicher entschied, dass die Eliminierung von Darstellung und Erzählung im Abstrakten Expressionismus nichts für sie sei. Stattdessen malte sie Stadtszenen, Porträts, Stillleben und Landschaften. Damit gehörte sie zu der Gruppe von Künstlern, die als zeitgenössische Realisten gelten, obwohl Freilicher ihr eigenes Werk als malerischen Realismus betrachtete.
1952 begann sie, ihre Arbeiten in der Tibor de Nagy Gallery in New York auszustellen, wo sie den Maler Fairfield Porter kennenlernte. Trotz der stilistischen Unterschiede war Freilicher in der New York School verankert, ein Begriff, der normalerweise als Synonym für Maler des Abstrakten Expressionismus verstanden wird, aber weitaus vielfältiger war und eine Vielzahl anderer Künstler, darunter auch Dichter, umfasste. Insbesondere der Dichter Frank O’Hara schrieb zahlreiche Gedichte für Freilicher, darunter A Sonnet for Jane Freilicher, Interior (With Jane) und Chez Jane.
Freilicher heiratete 1957 den wohlhabenden Bekleidungsfabrikanten, Maler und ehemaligen Tänzer Joseph Hazan, mit dem sie eine Tochter Elisabeth bekam. Ab den 1950er Jahren verbrachte Freilicher immer mehr Zeit auf Long Island. Hazan baute ihr ein Haus in Water Mill, New York, wo sie Stillleben und Landschaften als Ergänzung zu ihren Stadtszenen in Greenwich Village malte. Sie lebte abwechselnd in Greenwich Village und auf Long Island.
In den 1960er Jahren reiste sie dreimal nach Europa und besuchte jedes Mal Ashbery in Paris. Gemeinsam reisten sie innerhalb Frankreichs, nach Sizilien, sowie nach Spanien und Marokko.
1975 wurde Freilicher als eine von 45 Künstlern vom Innenministerium beauftragt, Arbeiten für die Wanderausstellung America 1976 zu schaffen, eine Ausstellung zum Gedenken an das zweihundertjährige Bestehen des Landes. Anstatt zu reisen, um eine amerikanische Szene zu malen, malte sie die Landschaft von Long Island. Sie war zu ihren Lebzeiten so eng mit Long Island verbunden, dass das East Hampton Museum, Guild Hall, sie 1996 mit einem Lifetime Achievement Award auszeichnete.
Trotz ihrer Geselligkeit als Gründungsmitglied der New York School malte Freilicher relativ wenige Porträts, immer von engen Freunden oder von sich selbst, wie etwa Self Portrait (undatiert) und Imaginary Self Portrait von 1951–1952, und noch weniger nach den 1960er Jahren. Wie ihre Zeitgenossen Porter, Rivers und Blaine war Freilicher eine figurative Malerin. Zu ihren Lieblingsmotiven gehörten ein Strauß Wildblumen in Krügen oder Farbdosen vor Fenstern mit Blick auf die Stadtlandschaft aus ihrer Wohnung im West Village in der 12th Street sowie die Dünen, Felder und Gewässer rund um ihr Haus auf Long Island.
2014 starb Freilicher im Alter von 90 Jahren in ihrer Wohnung in Manhattan an Folgen einer Lungenentzündung.
Freilicher war langjähriges Mitglied der American Academy of Arts and Letters und der National Academy of Design. Sie hatte über fünfzig Einzelausstellungen in den Vereinigten Staaten und Hunderte von Gruppenausstellungen.
Ihre Werke befinden sich unter anderem in den Sammlungen des Cleveland Museum of Art, des Hirshhorn Museum and Sculpture Garden in Washington, D.C., des Whitney Museum of American Art, des Metropolitan Museum of Art, des Museum of Modern Art in New York und des Art Institute of Chicago.
Freilichers Unterlagen, darunter Gedichte und Fotografien, über ihre Beziehung zu Schriftstellern und Künstlern der New York School befinden sich im Besitz der Houghton Library der Harvard University.

## Einzelausstellungen (Auswahl)
- 1952: Tibor de Nagy Gallery, New York, (12 Ausstellungen bis 1967)
- 1968: Cord Gallery, Southampton, New York
- 1970: Tibor de Nagy Gallery, New York
- 1971: John Bernard Myers Gallery, New York
- 1972: Benson Gallery, Bridgehampton, New York
- 1974: Benson Gallery, Bridgehampton
- 1975: Fischbach Gallery, New York
- 1976: Wadsworth Atheneum, Hartford, Connecticu
- 1977: Fischbach Gallery
- 1979: Fischbach Gallery
- 1979: Utah Museum of Fine Arts, Salt Lake City
- 2013: Tibor de Nagy Gallery
- 2014: Poetry Foundation, Chicago

## Gruppenausstellungen (Auswahl)
- 1995: Whitney Biennale
- 2021: Jane Freilicher & Thomas Nozkowski: True Fictions, Milton Resnick und Pat Passlof Foundation, New York[9]

## Auszeichnungen und Ehrungen (Auswahl)
- 1976: Stipendium der National Endowment for the Arts
- 1987: Saltus-Goldmedaille der National Academy of Design
- 1996: Annual Academy of the Arts Lifetime Achievement Award
- 2005: Goldmedaille für Malerei der Academy of Arts and Letters